# Óscar Schnake
Oscar Alex Enrique Schnake Vergara (Galvarino, Departamento de Temuco, Provincia de Cautín, 11 de junio de 1899-Santiago, Región Metropolitana de Santiago, 24 de abril de 1976) fue un político chileno, de profesión médico. Es uno de los fundadores del Partido Socialista de Chile en 1933, y uno de los dirigentes del Frente Popular y de la candidatura presidencial de Pedro Aguirre Cerda.

## Biografía

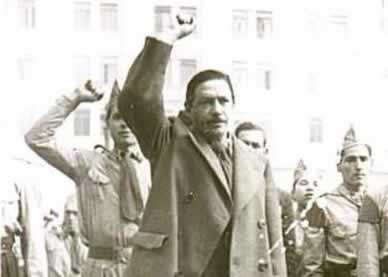
Óscar Schnake, fundador y Primer Secretario Ejecutivo del Partido Socialista de Chile (1933-1939).

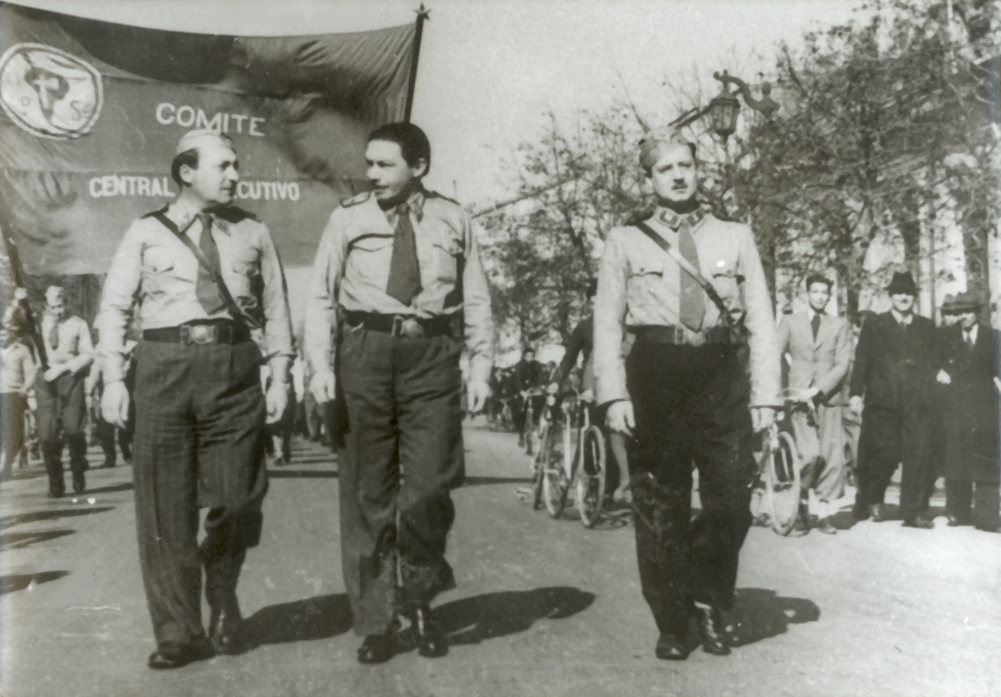
Rolando Merino Reyes, Oscar Schnake y Salvador Allende en una marcha del Frente Popular, el 9 de junio de 1940.

Hijo de Carlos Schnake Yathowy ( hijo de un inmigrante alemán nacido en Kassel) y Ema del Carmen Vergara González. Estudió en el Instituto Nacional y en el Liceo de Aplicación, posteriormente ingresó a estudiar medicina en la Universidad de Chile concluyendo sus estudios en Argentina y en el Uruguay. Militante del anarquista Grupo Universitario LUX ocupó por pocos días el cargo de presidente de la Federación de Estudiantes de Chile (después conocida como FECH), al que debió renunciar porque se contradecía con el carácter y los principios de su grupo político. Casado con Graciela Contreras Barrenechea, la primera mujer en ocupar la alcaldía de Santiago.
Fue expulsado de la universidad en 1922 acusado de propiciar una huelga estudiantil para promover la reforma universitaria, cargo que no negó, ya que deseaba contribuir a una etapa de superación del estudiantado. Exiliado en Argentina, se tornó en espectador y corresponsal del diario estudiantil Claridad, en donde informó a los estudiantes chilenos de los resultados del proceso de la movilización estudiantil argentina, también conocida como reforma universitaria de 1918. No pudo continuar sus estudios en Buenos Aires porque el gobierno de Arturo Alessandri Palma exhortó a que no fuera admitido «por revoltoso». De gran inteligencia y vasta cultura, fue redactor político de La Nación (1924). Participó de la Comisión Constituyente que estudió la nueva Constitución de 1925.
Fue miembro de la junta ejecutiva de la Unión Social Republicana de Asalariados de Chile (USRACH). En 1928 fue perseguido por el gobierno de Carlos Ibáñez del Campo (1927-1931), acusado de organizar un complot. Tras la caída de Ibáñez, desempeñó cargos en el Ministerio de Bienestar Social y en la Caja de Seguro Obrero. Ocupó el cargo de Secretario General de Gobierno de la Junta de Gobierno de la República Socialista de 1932. A la caída de la República Socialista fundó junto a Eugenio González Rojas la Acción Revolucionaria Socialista (ARS) grupo que reunió a los estudiantes y obreros que habían sido anarquistas en la década de 1920. Fue uno de los fundadores del Partido Socialista de Chile, que surgió en 1933, y ocupó el cargo de secretario general hasta 1939. Fue senador por la 1.ª agrupación senatorial (Tarapacá y Antofagasta, 1937-1939). 
Fue organizador del Block de Izquierda, una coalición política que aglutinó las fuerzas políticas de izquierda que no fueran del Partido Comunista o del Partido Radical. Pero tuvo que dar muerte a dicha coalición producto de las presiones del Partido Comunista para hacerle frente a la amenaza fascista, presente en las simpatías que tenían tanto Carlos Ibáñez del Campo, como Arturo Alessandri por Benito Mussolini, sumado al surgimiento del Movimiento Nacional-Socialista de Chile (MNS), de carácter fascista, y también, la Milicia Republicana adepta a Alessandri. Es así que el Partido Comunista insta a crear el Frente Popular que dio el triunfo al radical Pedro Aguirre Cerda. 
Schnake fue nombrado ministro de Fomento de éste (1939-1942), bajo cuyo cometido se creó, luego del terremoto de Chillán (1939), la Corporación de Fomento de la Producción (CORFO) y la Corporación de Reconstrucción y Auxilio. Duro adversario de los comunistas, fue tildado por ellos de fascista ya que promovía la independencia de Chile ante cualquier imperio, tornándose crítico de la Unión Soviética, y sobre todo del estalinismo, acorde a la línea ideológica del Partido Socialista durante los primeros años. Con la creciente odiosidad entre socialistas y comunistas, con motivo de la discusión en el Congreso Nacional sobre la aprobación de la Ley de defensa permanente de la democracia (también conocida como la «ley maldita»), Schnake perteneció al sector del PS liderado por Bernardo Ibáñez que apoyó dicha ley. Inclusive, fue parte del directorio de la Acción Chilena Anticomunista. Esto lo distanció de gran parte de su partido, y sobre todo con el ala liderada por su gran amigo, y su discípulo: Eugenio González, junto a Raúl Ampuero, quienes estaban en contra de la ley.
En materia económica, Schnake consideraba que para el desarrollo de Chile se necesitaba estimular la industria local y por ello fue a buscar ayuda en los EE. UU.. Criticado por esto expresó «voy a EE. UU. como un amigo pobre que va a pedirle plata al más afortunado, es decir estamos en el mismo nivel, jamás iré como un indigno que por unos pesos baja la cabeza y acepta lo que le impongan». Viajó a los EE. UU. para conseguir financiamiento para la usina de acero de Huachipato (1940) y allí consiguió el financiamiento para el proceso de industrialización nacional. Ocupó el mismo cargo bajo la presidencia de Juan Antonio Ríos (1942), propiciando la creación del Ministerio de Economía y Comercio. Desde mediados de los años 1940, posteriormente de su precandidatura presidencial fallida, se apartó del Partido Socialista por disentir de su línea programática, lo que no quitó que estuviese atento de la situación política interna del país y del Partido.  Su carrera pública se desenvolvió fuera del país: Embajador en Francia y otros cargos, abandonando la política interna. 
Desempeñó la asesoría de la CORFO en Venezuela (1947-1948). En los años siguientes representó a Chile en Naciones Unidas, la CEPAL, el Banco Interamericano de Desarrollo (BID). Así también influenció a Rómulo Betancourt, quien en 1941 fundó el partido Acción Democrática. Su compañero del Frente Popular, Salvador Allende asumiría la presidencia del país a finales de 1970 en medio de la denominada vía pacífica al socialismo y contó con el apoyo y simpatía de la juventud de la época como Víctor Jara.
Falleció en 1976 al igual que su amigo y compañero político Eugenio González Rojas, alejado de la vida política interna y en la dictadura de Augusto Pinochet. Su último gran homenaje lo brindó en forma de semblanza Raúl Ampuero en octubre de 1977 titulado «Óscar Schnake y Eugenio González: No sólo historia».
Está enterrado en el Cementerio General de Santiago, en el mausoleo del arquitecto Eduardo Provasoli Pozzoli, abuelo de su segunda esposa Giliana Virginia Balmaceda Provasoli (1912 - 1993).